# Crambus falcarius
Crambus falcarius là một loài bướm đêm trong họ Crambidae.